# Гвадалахара (провинция)
Гвадалахара (исп. Guadalajara) — провинция в центре Испании в составе автономного сообщества Кастилия-Ла-Манча. Административный центр — Гвадалахара.

## География
Территория — 12 190 км².

## Демография
Население — 203,7 тыс. чел.

## Административное устройство

### Муниципалитеты
- Аламинос (исп. Alaminos)
- Алике (исп. Alique)
- Алосен (исп. Alocén)
- Альбарес (исп. Albares)
- Дрьебес (исп. Driebes)
- Ебра (исп. Yebra)
- Канредондо (исп. Canredondo)
- Мондехар (исп. Mondéjar)
- Тордельрабано (исп. Tordelrábano)
- Эмбид (исп. Embid)